# Haus Derr

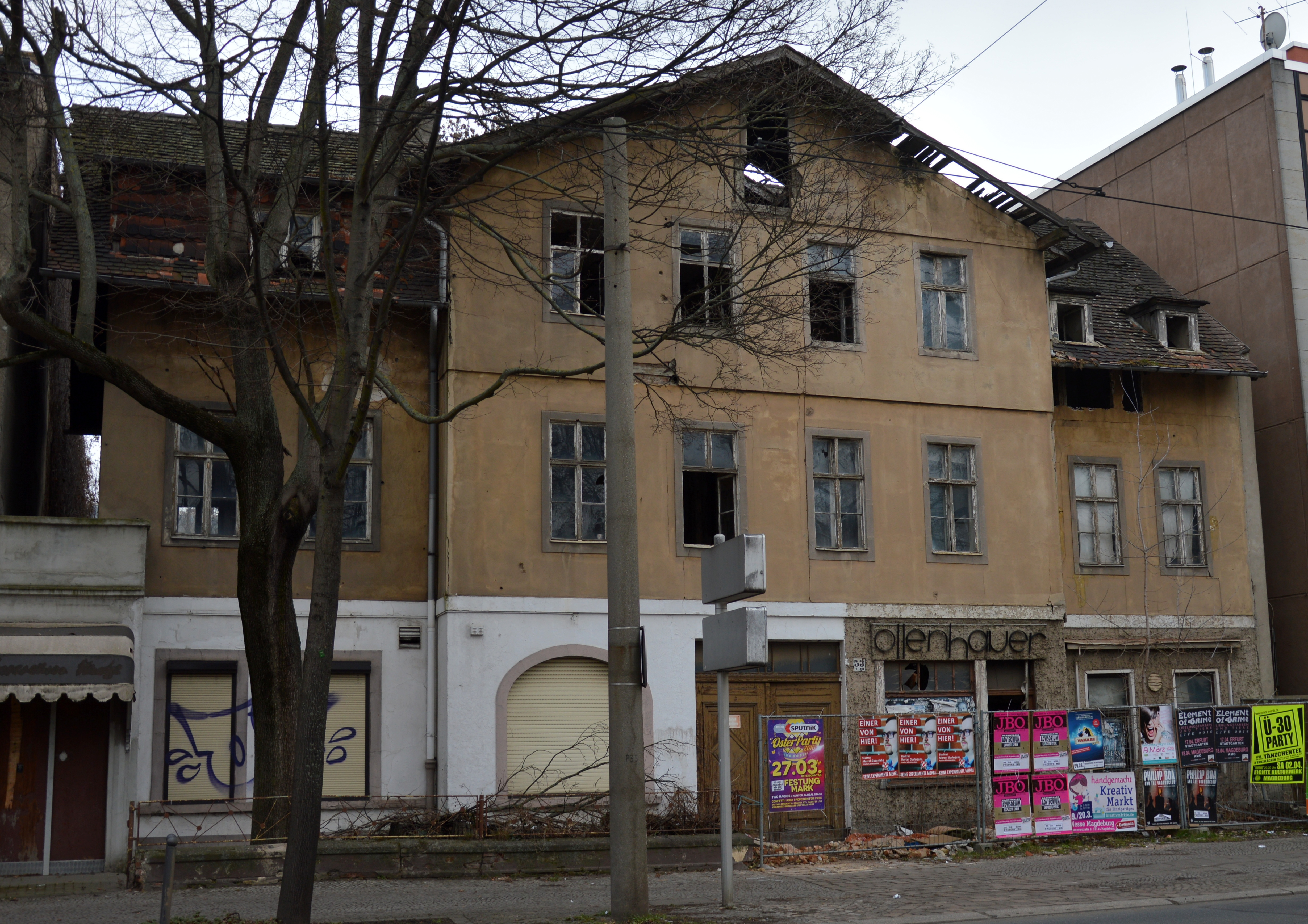
Wohnhaus Leipziger Straße 53, 2016

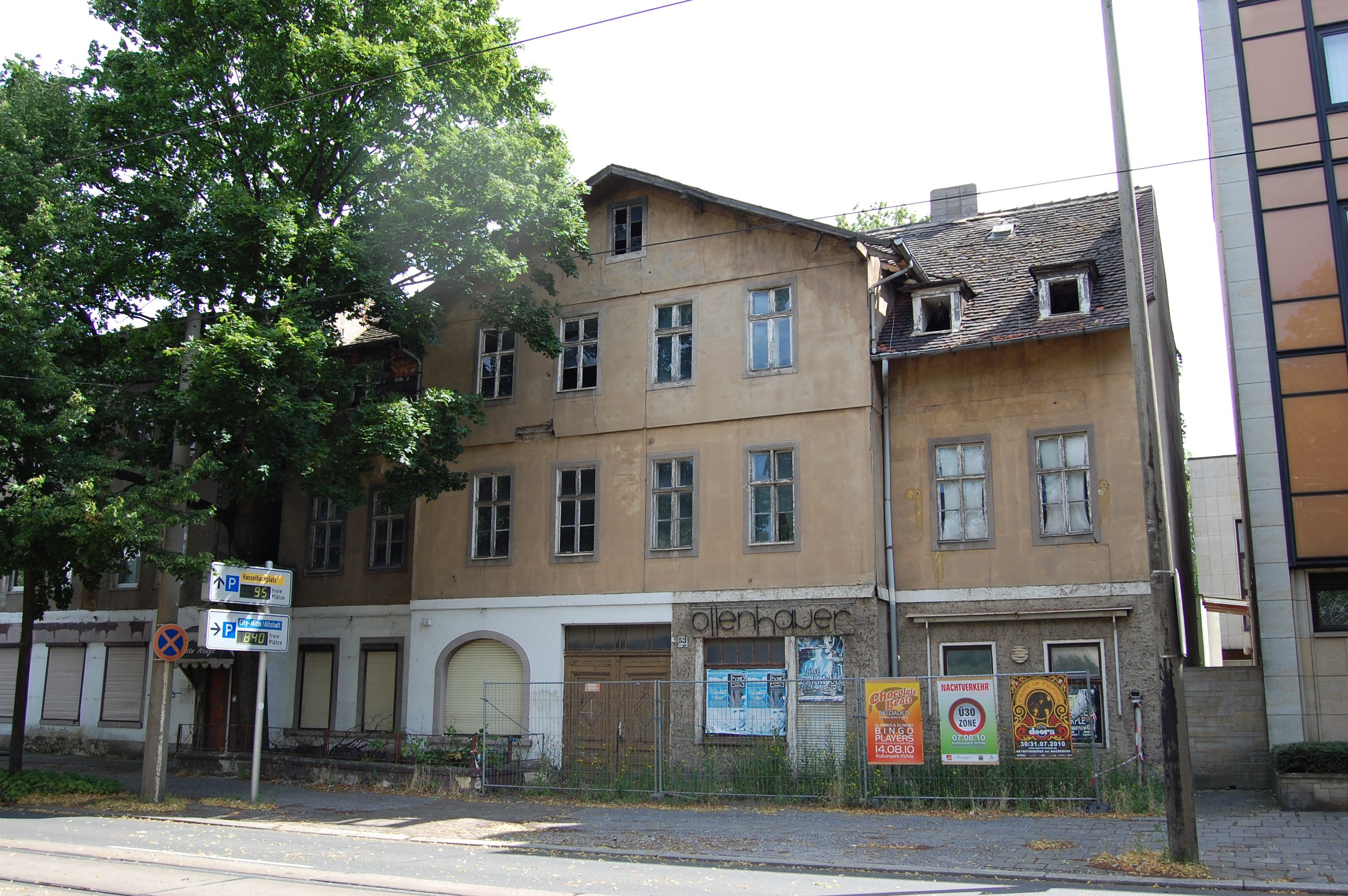
Zustand 2010

Das Haus Derr war ein denkmalgeschütztes Wohnhaus in Magdeburg in Sachsen-Anhalt.

## Lage
Es befand sich auf der Ostseite der Leipziger Straße im Magdeburger Stadtteil Leipziger Straße an der Adresse Leipziger Straße 53, Flur 438, Flurstück 277/148. Etwas weiter nördlich befand sich das Wohnhaus Leipziger Straße 55.

## Geschichte und Architektur
Das zwei- bis dreigeschossige, traufständige Fachwerkhaus wurde im Jahr 1879 für August Derr von den Zimmermeistern Windschild und Diestel im II. Festungsrayon errichtet. Es gehörte zu den sogenannten Rayonhäusern, die entsprechend spezieller Bauvorschriften im Vorfeld der Festung Magdeburg errichtet wurden und so gebaut werden mussten, dass sie im Kriegsfall schnell abbrechbar waren. Es durften in diesem Bereich bis 1891 nur Fachwerkgebäude mit Ziegelausfachungen entstehen. Die verputzte achtachsige streng symmetrische Fassade war schlicht gestaltet. Vor den vier mittleren Achsen befand sich ein das Erscheinungsbild dominierender dreigeschossiger, zehn Gebinde breiter Mittelrisalit, der von einem flachen Dreiecksgiebel bekrönt wurde und in dem sich auch die zentrale Tordurchfahrt befand. Das Tor war zweiflügelig ausgeführt und mit gegliederten Füllungsspiegeln und einem gesprossten Oberlicht versehen. Insgesamt umfasste der Bau in der Länge 20 Gebinde bei einer Breite von sieben Gebinden. Bedeckt war der Bau von einem Kehlbalkendachwerk, abgestrebt mit einem doppelt stehenden Stuhl. Das Gebäude war teilunterkellert.
Im Jahr 1933 wurde die straßenseitige Fassade verputzt. Auf der Rückseite befand sich noch die bauzeitliche Fachwerkfassade, deren Gefache mit Kreuzstreben ausgesteift waren.
Im Gebäudeinneren befand sich eine zweiläufige Holztreppe mit Zwischenpodest und Dralliengeländer. Die Grundrisse im Inneren waren zwei Zimmer tief und mittels Durchgangszimmer erschlossen.
Im örtlichen Denkmalverzeichnis war das Wohnhaus unter der Erfassungsnummer 094 82742 als Baudenkmal verzeichnet.
Es galt als städtebaulich und architektonisch bedeutsames Rayonhaus und befand sich in einem Bereich, in dem mehrere Häuser dieses Typs erhalten sind bzw. waren.
Das Gebäude stand langjährig leer und war dringend sanierungsbedürftig. Aufgrund einer Sicherungsverfügung der Bauaufsicht wurde das Haus dann jedoch im Dezember 2016 abgerissen und 2017 aus dem Denkmalverzeichnis ausgetragen.